# Carmen Lapacó
Carmen Aguiar Lapacó (Buenos Aires, 1925 – Grande Buenos Aires, Argentina, 13 de dezembro de 2017) foi uma ativista dos direitos humanos da Argentina e integrante da organização Madres de Plaza de Mayo Línea Fundadora. Carmen foi uma das fundadoras do Centro de Estudios Legales y Sociales e fazia parte do Conselho de Administração da instituição. A biblioteca da organização leva o nome de Carmen.
Em 16 de março de 1977, Lapacó foi sequestrada juntamente com sua mãe, sua filha Alejandra, de 19 anos, seu sobrinho Alejandro Aguiar e Marcelo Butti Arana, noivo de sua filha. Questionada acerca do ocorrido, Carmen disse que "aqueles três dias eram o inferno e o pior de tudo era ver minha filha torturada. Mãe e filha permaneceram detidas no centro de detenção clandestino El Atlético e, três dias depois, foi liberada. Em 2012, foi declara a Personalidad Destacada de los Derechos Humanos (Personalidade em Destaque dos Direitos Humanos) pela Legislatura da Cidade de Buenos Aires, devido à iniciativa da deputada María Elena Naddeo da Frente Progressista Popular.

## Sequestro
Durante a incidência de terrorismo na Argentina, em 16 de março de 1997, as Fuerzas Conjuntas invadiram a casa de Lapacó e a sequestraram junto com seu sobrinho, Alejandro Aguiar; sua filha, Alejandra Lapacó; e o noivo de sua filha, Marcelo Butti Arana. Todos foram transferidos para o centro de detenção El Atlético, onde sofreram tortura física e tortura psicológica. Três dias depois, em 19 de março, os sequestradores liberaram Carmen e seu sobrinho numa rua com os olhos vendados.

## Justiça pela filha
Após o retorno da democracia, no ano de 1983, o presidente Raúl Alfonsín emitiu o Decreto 158/83, responsável pela iniciação de ações legais contra os responsáveis pelo terrorismo no país. Assim, a queixa sobre o sequestro, privação ilegítima de liberdade e tormento de Alejandra Lapacó, fazia parte do caso de número 450, no qual os eventos ocorridos no El Atlético foram investigados. No entanto, em 1987, Raúl criou a Lei de Obediência Devida, dispensando militares que não haviam sido processados nesse caso. Os sequestradores anteriormente processados receberam benefício do perdão presidencial de Carlos Menem em 1989. Em dezembro de 2016, o Tribunal Federal condenou sete indivíduos acusado de sequestro, tortura e assassinatos, entre eles o de sua filha. Alejandra Mónica Lapacó Aguiar.